# Peggs (Oklahoma)
Peggs es un lugar designado por el censo ubicado en el condado de Cherokee en el estado estadounidense de Oklahoma. En el Censo de 2010 tenía una población de 813 habitantes y una densidad poblacional de 33 personas por km².

## Geografía
Peggs se encuentra ubicado en las coordenadas 36°4′2″N 95°4′19″O / 36.06722, -95.07194. Según la Oficina del Censo de los Estados Unidos, Peggs tiene una superficie total de 39.65 km², de la cual 39.65 km² corresponden a tierra firme y (0%) 0 km² es agua.

## Demografía
Según el censo de 2010, había 813 personas residiendo en Peggs. La densidad de población era de 33 hab./km². De los 813 habitantes, Peggs estaba compuesto por el 50.31% blancos, el 0.12% eran afroamericanos, el 33.09% eran amerindios, el 0% eran asiáticos, el 0% eran isleños del Pacífico, el 0.62% eran de otras razas y el 15.87% pertenecían a dos o más razas. Del total de la población el 2.09% eran hispanos o latinos de cualquier raza.